# Trouble's Coming
Trouble's Coming is een nummer van het Britse rockduo Royal Blood uit 2020. Het is de eerste single van hun derde studioalbum Typhoons.
Op "Trouble's Coming", de eerste single van Royal Blood in twee jaar, laat de band een elektronischer en meer dansbaar geluid horen dan ze eerder deden. "Het is een van de beste nummers die we ooit hebben gemaakt", zei bandlid Mike Keer voordat het nummer in première ging op BBC Radio 1. De plaat gaat over het herkennen van waarschuwingssignalen van een chaos die op het punt staat te ontploffen. Het nummer werd een bescheiden hitje in het Verenigd Koninkrijk en Vlaanderen. In het Verenigd Koninkrijk bereikte het nummer de 46e positie, en in Vlaanderen kwam het tot de 14e positie in de Tipparade.